# Paljanycja

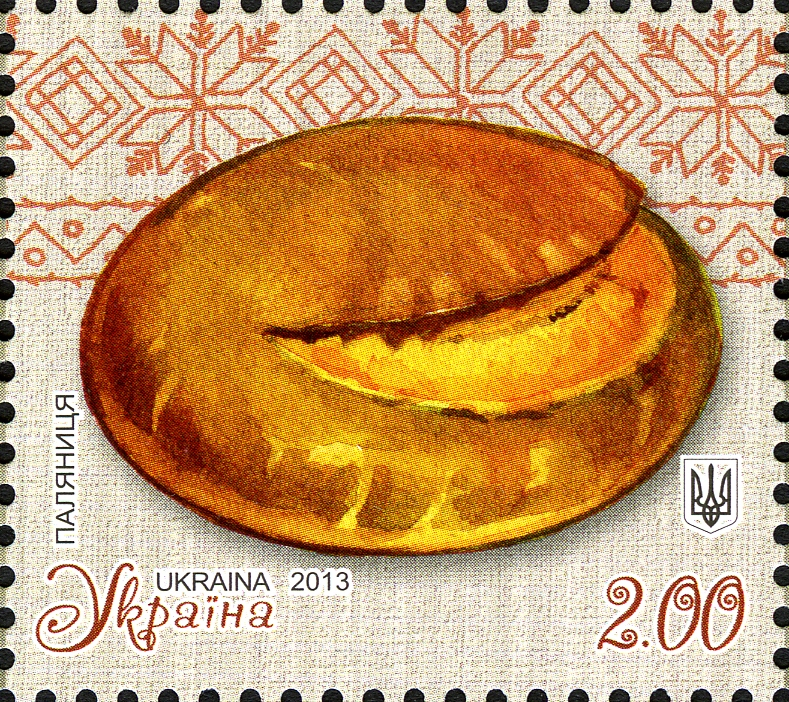
Paljanycja na ukrajinské známce

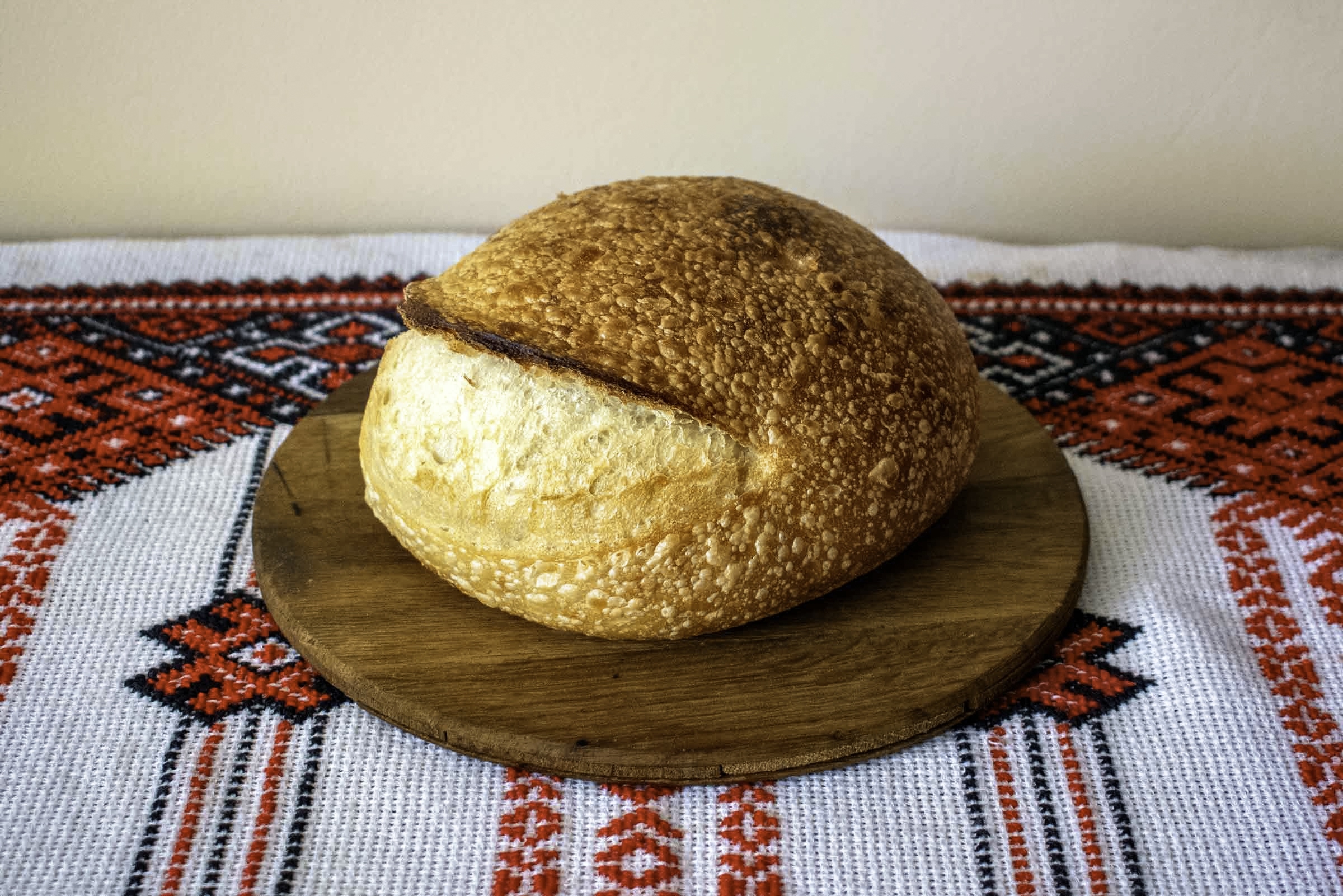
Paljanycja z pekárny

Paljanycja (ukrajinsky паляниця, výslovnost [pɐlʲɐˈnɪt͡sʲɐ]) je ukrajinský typ chleba, pečený převážně z pšeničné mouky v domácí peci. Přes horní třetinu bochníku se dělá hluboký zářez.

## Etymologie
Slovo paljanycja pochází z ukrajinského пали́ти (palyty, srv. české pálit), což znamená hořet nebo kouřit. Při pečení chleba se totiž někdy může vyvýšená kůrka spálit. Jiná verze vychází z předpokladu, že poljanycja je tradiční chléb vyráběný Polany, raně středověkým kmenem východních Slovanů.
Ahatanhel Krymskyj věřil, že slovo paljanycja pochází z řeckého πελανος (pelanos), označujícího koláče obětované bohům.

## Příprava
Tradiční paljanycja se pekla z kynutého těsta. Nejprve se v hrnci uvařil chmel, který se pak nalil do makitry (mísy), do které se přidala prosátá pšeničná mouka. Zadělalo se těsto a v zakryté makytře se nechalo v chladu odstát. Do vychladlého těsta se přidalo droždí nebo kvásek a vložilo se přes noc do nevyhřáté trouby. Ráno se do již vykynutého těsta zamíchala ještě pšeničná mouka, teplá voda a sůl. Těsto se pak hnětlo, dokud se nepřestalo lepit na ruce. Poté se rozdělilo na kousky, které se pak vyválely do bochníčků. Ty se vložily do pece na dřevěné lopatě, posypaly moukou nebo spařeným zelným listem. Nakonec se do každého bochníku udělal zářez, aby mohl při pečení dále kynout.
Podle normy GOST 12793-77 se v pekárnách v Sovětském svazu pekla standardizovaná „ukrajinská paljanycja“ ve formách. Měla hmotnost 750 g až 1 kg s bočním řezem 3/4 kruhu

## Symbolika
V křesťanství paljanycja, stejně jako chléb obecně, symbolizuje štěstí a může představovat pohodu, tělo Páně, náklonnost, pohostinnost a bezpečí. Paljanycju lze také interpretovat jako symbol slunce. Podle ukrajinské pověry by člověk neměl dojídat krajíc tohoto chleba po jiné osobě, protože jí tím vezme její štěstí. Nešťastné je také nechat kus chleba nedojedený; a pojídání chleba za zády jiného člověka „sní“ jeho sílu.

## Šibolet
Slovo paljanycja se používá jako důležitý šibolet (test) k identifikaci lidí, kteří dobře neznají mluvenou ukrajinštinu. Během ruské invaze na Ukrajinu v roce 2022 Ukrajinci toto slovo často používali k rozpoznání ruských vojáků nebo sabotérů. Když byli zajati, někteří Rusové tvrdili, že jsou Ukrajinci. Proto je Ukrajinci nechali vyslovit název tohoto chleba. Ruští mluvčí často špatně vyslovovali písmeno и (tvrdé y) jako měkké і a druhé я (ja) jako (a), protože foném ц (c) není v ruštině na rozdíl od ukrajinštiny nikdy palatalizován. Místo paljanycja tak řekli něco jako paljinice ([pɐlʲɪˈnʲit͡sə]). 